# 애임스 브라더스

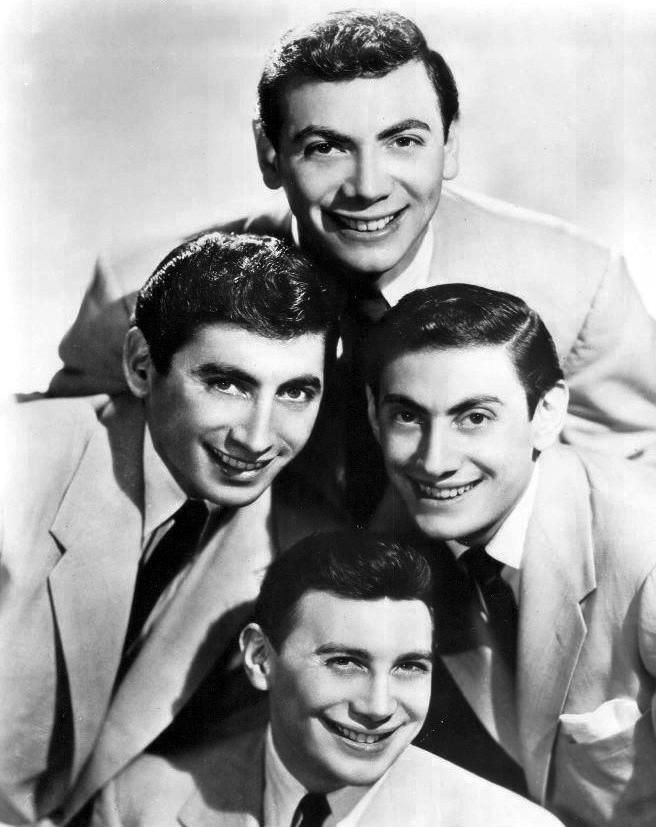
1955년

애임스 브라더스(The Ames Brothers)는 1950년대에 많은 활약을 한 미국의 4인조 보컬 그룹이다. 조, 진, 빅, 에드 에임스 형제는 매사추세츠주 몰든 출신으로 양친은 음악가였다. 네 명은 아홉 형제의 아래 형제들로 어릴 때부터 팀을 만들어 노래를 불렀으며, 보스턴 극장에서 정식으로 데뷔하였다. 〈라그 모프 센티멘털 미〉(1950년)의 양면 밀리언 히트를 비롯하여 골드 레코드 6장을 낸 바가 있다. 또한, 1964년에는 플레이 보이 지의 인기투표에서 보컬 그룹 1위로 뽑히기도 하였다.